# Degeberga socken
Degeberga socken i Skåne ingick i Gärds härad, ingår sedan 1974 i Kristianstads kommun och motsvarar från 2016 Degeberga distrikt.
Socknens areal är 38,88 kvadratkilometer varav 38,32 land. År 2000 fanns här 1 693 invånare. Tätorten Degeberga med sockenkyrkan Degeberga kyrka ligger i socknen.

## Administrativ historik
Socknen har medeltida ursprung. 
Vid kommunreformen 1862 övergick socknens ansvar för de kyrkliga frågorna till Degeberga församling och för de borgerliga frågorna bildades Degeberga landskommun. Landskommunen utökades 1952 och uppgick 1974 i Kristianstads kommun. Församlingen utökades 2010 och uppgick 2014 i Degeberga-Everöds församling.
1 januari 2016 inrättades distriktet Degeberga, med samma omfattning som församlingen hade 1999/2000.  
Socknen har tillhört län, fögderier, tingslag och domsagor enligt vad som beskrivs i artikeln Gärds härad. De indelta soldaterna tillhörde Norra skånska infanteriregementet, Gärds kompani och Skånska dragonregementet, Östra Göinge och Sallerups skvadroner, Livkompaniet.

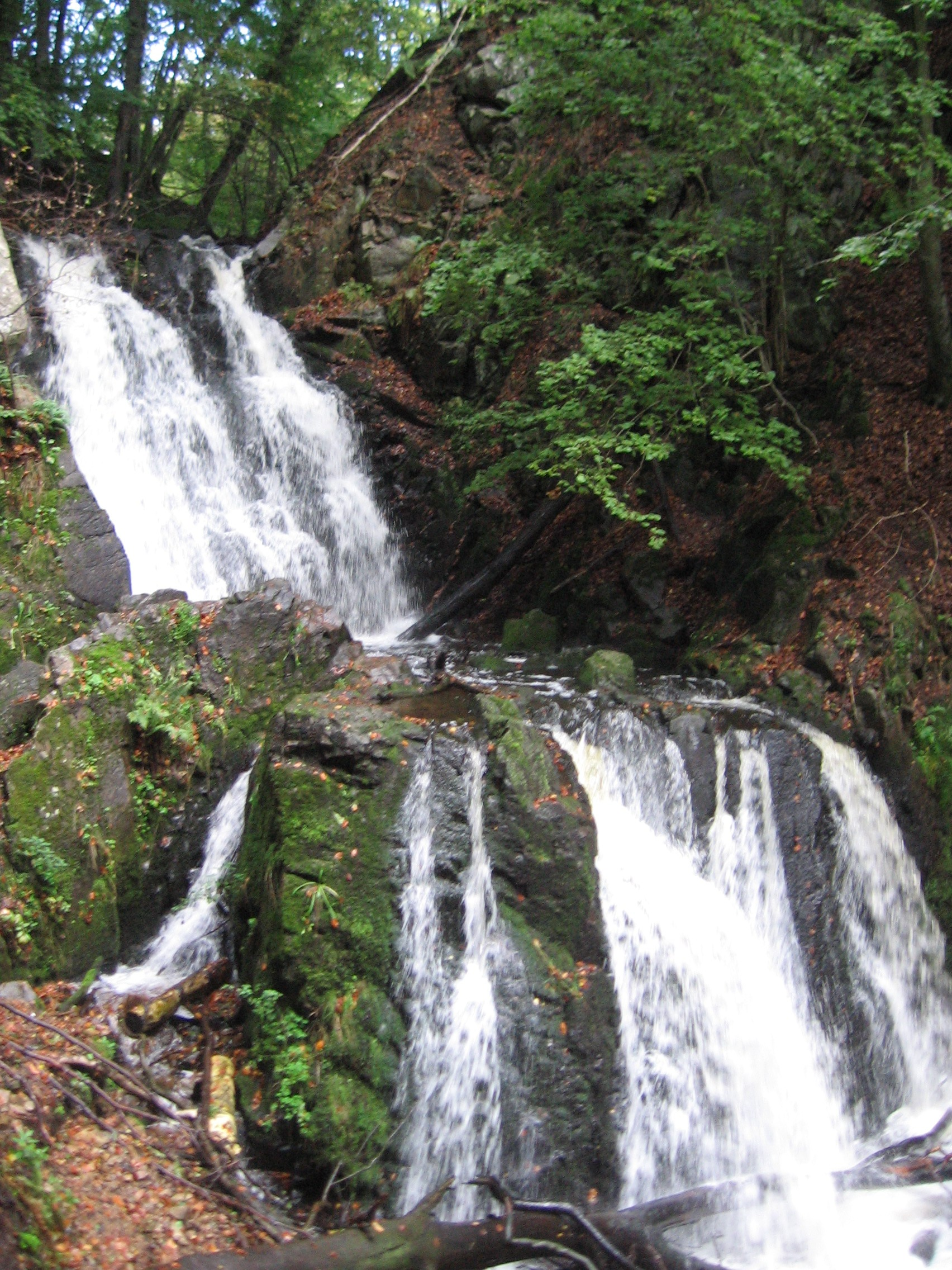
Forsakar

## Geografi
Degeberga socken ligger söder om Kristianstad kring Vittskövleån och Segesholmsån och med dess västra del på Linderödsåsen. Socknen är i väster en kuperad skogsbygd och i öster en odlingsbygd.
Naturen är varierad med lövskog, barrskog. Här finns den i Sverige ganska ovanliga vegetationstypen sandstäpp.
Ravinen, vattenfallet och naturreservatet Forsakar ligger här.

## Fornlämningar
Från bronsåldern finns gravhögar. Från järnåldern finns gravfält, skeppssättningar och resta stenar.

## Namnet
Namnet skrevs 1386 Deyebierg och kommer från kyrkbyn. Efterleden innehåller berg syftande på berget på vars sluttning kyrkbyn ligger. Förleden innehåller digher, 'stor' eller deghia, 'sumpigt område'..